# 王克询
王克詢（?—?），开封人，北宋外戚，宋徽宗显恭皇后的祖父。
王克詢之子王藻，为德州刺史。王藻女入端王赵佶藩邸，为顺国夫人。生子赵桓。元符三年（1100年），赵佶继位为宋徽宗，以顺国夫人为皇后，赵桓为太子，王克詢贈太子太傅。建中靖國元年（1101年）十二月十一日，詔命元祐皇后曾祖贈太師、溫國公孟元，祖贈淮康軍節度使、開府儀同三司孟隨，元符皇后曾祖贈太保劉泳，祖贈太傅劉誌，父贈太師劉安成，王皇后曾祖贈太子少保王世延，祖贈太子太傅王克詢，父贈彰信軍節度使王藻，哲宗母皇太妃曾祖贈太保崔寔，祖贈太傅崔琳，父贈太師崔傑，繼父贈太尉朱士安及曾祖母、祖母、母、所生母並以郊禮進封。

## 家族

### 父
- 王世延，贈太子少保

### 子
- 王藻，德州刺史，贈彰信軍節度使